# Falltal

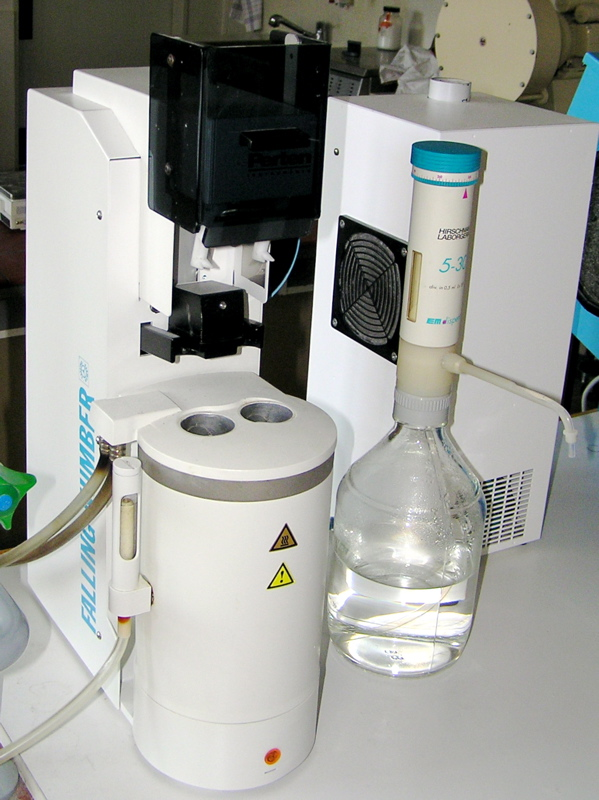
Utrustning för att mäta falltal.

Falltal är ett kvalitetsmått för spannmål som visar stärkelsens klistrighet och därför är ett mått på bakningsdugligheten. Värdet anger groningsgraden i spannmålen genom att ange enzymaktiviteten, närvaro av alfa-amylas, i kärnan. Ett lågt falltal betyder hög aktivitet, vilket i sin tur innebär att såser och redningar inte tjocknar samt att degen blir kletig.

## Falltalsmetoden
Med falltalsmetoden mäts lättflutenheten hos förklistrad stärkelse i ett mjölprov. I ett provrör blandas mjöl och vatten med en omrörare under 60 sekunder. Provröret sänks ned i ett kokande vattenbad. Omrörarstaven, den s.k. fallstaven får sedan sjunka genom blandningen. Tiden tills den når botten av röret inklusive omrörningstiden utgör falltalet. För höstvete har 190 sekunder fastställts som normalvärde.
För vete behövs ett falltal över 180 för att vara lämpligt medan värdet för råg bör vara över 90.